# Great Expectations (album)
Great Expectations è l'album di debutto della cantante britannica Tasmin Archer, pubblicato dall'etichetta discografica EMI il 19 ottobre 1992.
L'album è disponibile su long playing, musicassetta e compact disc. I brani sono composti dall'interprete insieme a John Beck e John Hughes.
Il disco viene messo in commercio in seguito al successo internazionale del primo singolo dell'artista, Sleeping Satellite.

## Tracce

### Lato A
1. Sleeping Satellite
2. Arienne
3. Lords of the New Church
4. When It Comes Down to It
5. Steeltown
6. The Higher You Climb

### Lato B
1. In Your Care
2. Somebody's Daughter
3. Hero
4. Ripped Inside
5. Halfway to Heaven